# 家計調査

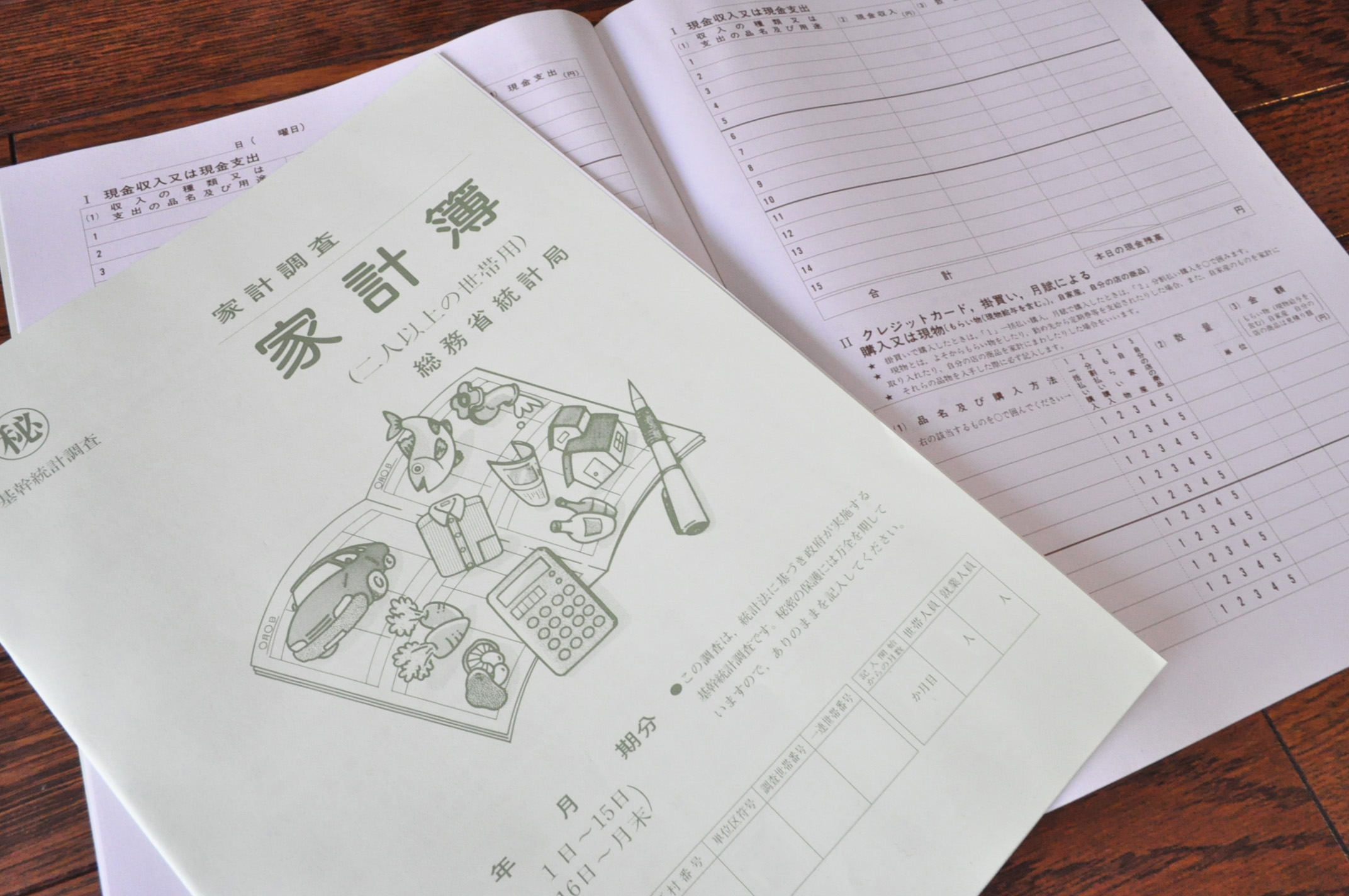
家計調査用の家計簿。対象世帯に配布され、記入の後回収される。

家計調査（かけいちょうさ）は、総務省統計局が行っている基幹統計調査。この調査に基づき、日本国内の家計の支出を通じて個人消費を捉える家計統計が作成される。2002年からは貯蓄・負債についても調査されるようになっており、調査結果は家計収支編と貯蓄・負債編に分けて発表されている。

## 概要
以下では家計調査の概要を述べる。
調査方法
調査方法は標本調査。全国約4,700万世帯の中から、約9,000世帯を抽出して調査する。
調査対象
基本的には全国の世帯を対象とするが、以下の世帯は消費活動を捉える観点では歪みが生じる可能性があるため、除外される。
- 学生の単身世帯
- 料理飲食店、旅館等を営む併用住宅の世帯
- 賄い付きの同居人がいる世帯
- 住み込みの営業上の使用人が4人以上いる世帯
- 世帯主が長期間（3か月以上）不在の世帯
- 外国人世帯

1999年以前の家計調査では農林漁業世帯を調査対象としていなかったが、農林水産省が実施していた農家経済調査が1999年に廃止されたため、2000年以降は農林漁家世帯を含む結果が発表されるようになった。
調査内容
勤労者及び無職者世帯については収入と支出を、個人営業などの勤労者以外の世帯（無職者世帯を除く）については支出を調査している。家計簿と同じように購入した品目、値段を詳細に記入する必要がある。一つの世帯が調査票を記入する期間は、二人以上の世帯では6ヶ月、単身世帯は3ヶ月。
家計の資産や負債については、1958年から2002年までは貯蓄動向調査が実施されており、年末時点での貯蓄・負債の状況を調査していた。2002年以降は家計調査で収入・支出と同時に貯蓄・負債も調査されるようになっており、四半期ごとに結果が発表されている。このため貯蓄動向調査による年末時点での貯蓄・負債額の調査と、年平均である2002年以降の家計調査（貯蓄・負債編）の結果とは厳密には連続性がない。
変遷
調査の前身は、第二次世界大戦後に始まった「消費者価格調査」。その後、収入も調査できるように改正した「消費実態調査」（1951年11月）となり、1953年4月からは名称が現在の「家計調査」となった。その後も母集団の拡充、調査の改善等を行い、現在に至る。
以上は総務省　家計調査の概要より抜粋。詳細は同リンクを参照。また、変遷については家計調査の沿革も参照。

## 特徴
個人消費を供給・販売側から見ることのできる統計はいくつかあるものの、需要・消費者側から見ることのできる統計は本統計のみであり、また項目も細かいため分析でも使いやすく、消費を巡る各種分析で広く使用される。国民経済計算の推計を行う上での基礎資料ともなっている。
また、ラーメン（中華そば）や餃子などのように地域おこしの観点から購入額1位の座を巡って、各都市で激しい競争が繰り広げられているケースもある。

## 用語
家計調査の収入には、毎月の給与である勤め先収入などの「実収入」だけでなく、預貯金の引き出しや借入金などの「実収入以外の収入」が含まれている。前月末の手元残金である「繰越金」をあわせたものが、家計調査では収入と呼ばれている。日常生活で収入と言われているのは、家計調査の実収入の部分である。
支出側は、食料品や衣料品の購入、家賃の支払いなどの「消費支出」と税や社会保険料の支払いなどの「非消費支出」を合わせた「実支出」と、預貯金、保険金の支払いなどの「実支出以外の支出」、それに月末の残金である「繰越金」に区分されている。

## 問題点
本統計を巡る問題点について、そのうちのいくつかを述べる。
標本数の少なさ
上述した数字のとおり全国の世帯数に対して標本数が少なく、値が歪んでいるのではないかと指摘がある。特に、自動車や家電製品などの高額商品については、購入した世帯が調査対象になるかどうかによって調査結果の支出額が大きく振れ、家計調査を利用している国内総生産（GDP）の推計値にも影響を与えるという問題が深刻化した。このため、自動車、エアコン、パソコンなどの一部の商品・サービスについて調査世帯数を約3万世帯に拡大した家計消費状況調査が2001年から実施されている。
調査世帯数が少ないという問題は、世帯主年齢別に世帯人員数による消費支出の違いを調べるなど、細かい世帯類型別の分析を行う上では大きな障害となる。このため5年に一度調査世帯数を大幅に増やした全国消費実態調査が実施されており、2004年（平成16年）調査では約60,000世帯を対象に調査が実施された。全国消費実態調査は調査サンプルサイズは多いが、二人以上の世帯については9月から11月の3か月間、単身世帯は10月から11月の2か月間だけの調査であり、1年間の所得や支出の調査ではないという制約がある。
調査協力世帯の偏り－調査への非協力
下記の理由により家計調査に協力してくれる世帯はそう多くはなく、そのため、ある程度の時間的な余裕がある等のところでないと調査に協力しないため、結果として回答世帯に偏りが出てしまう。
- 上述したとおり調査項目が家計簿並みに細かいため、手間がかかる。
- さらに記入した調査票は回収されるので調査に協力している家庭には残らない。その為、家計簿をつけている世帯にとっては同じ物を二つ作らなければならず、負担となる。
- 近年のプライバシー意識の高まりを受け、家計という個人情報を外部に出したくない世帯が増えている。